# Alpine (automerk)

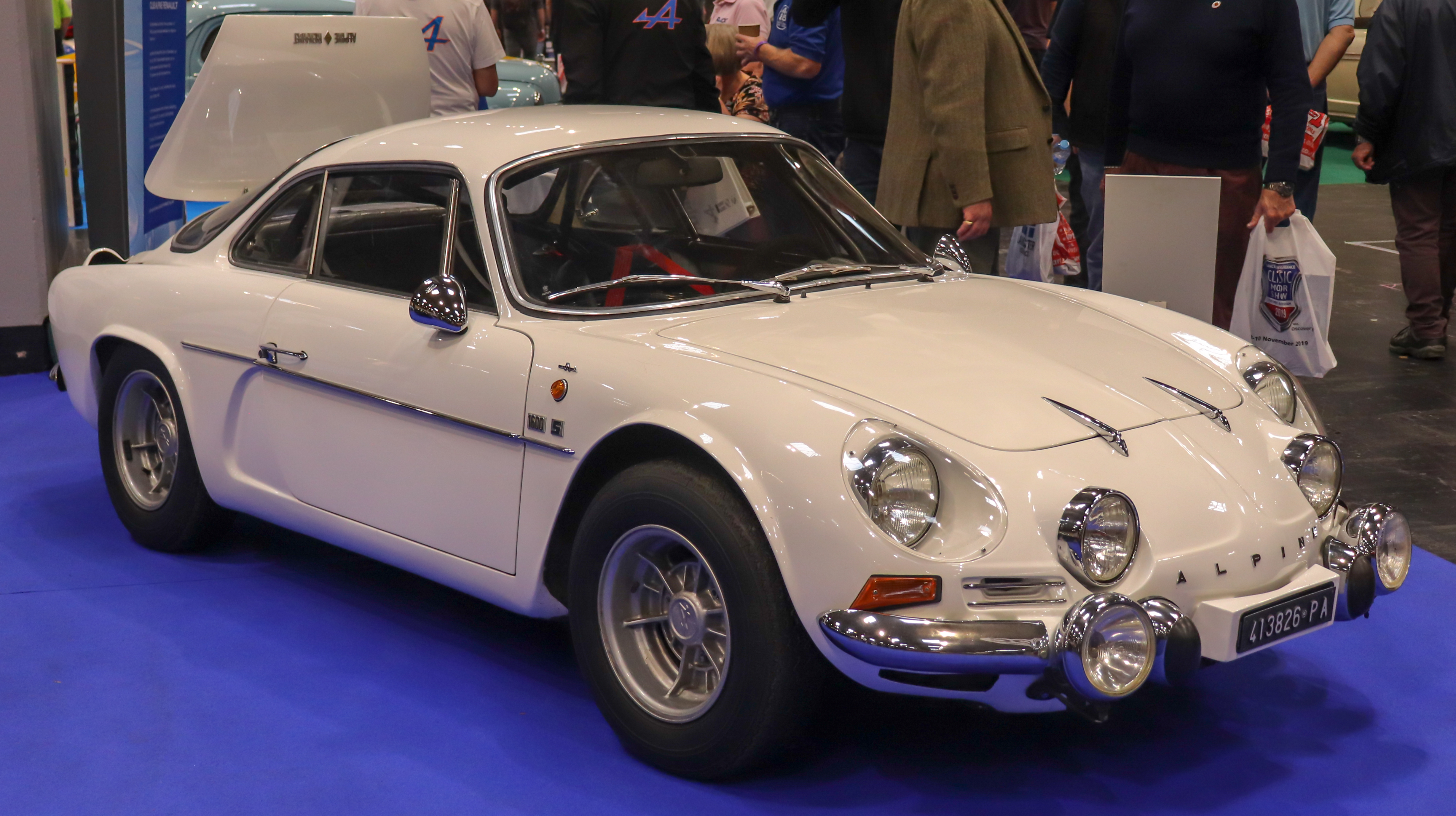
Alpine A110 (1974)

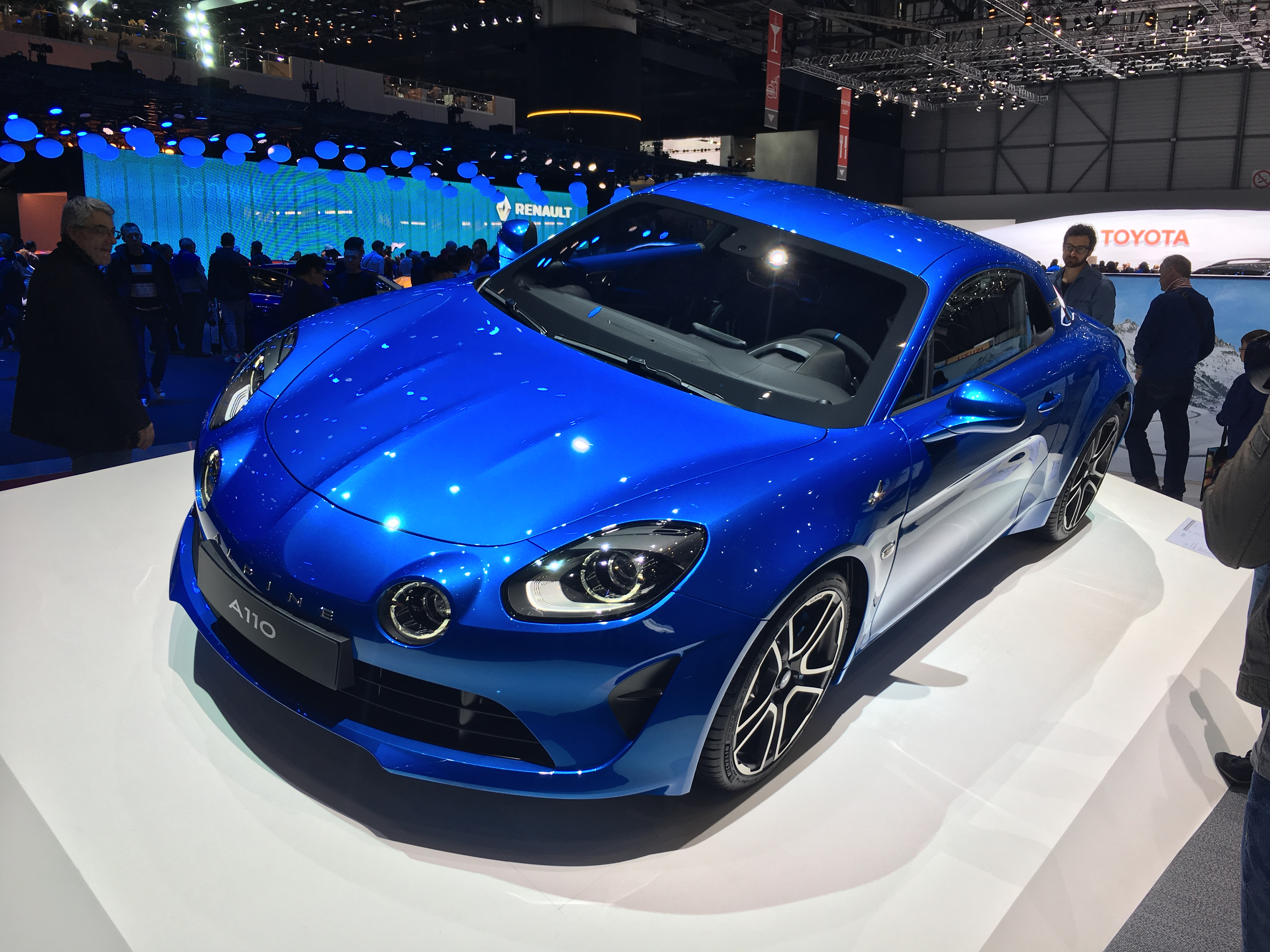
Alpine A110 (2017)

Alpine is ook de naam van automodellen die door Sunbeam en Chrysler UK werden gefabriceerd.
Alpine is een Franse constructeur van race- en sportwagens met een achter de achteras geplaatste heckmotor van Renault. De correcte uitspraak van het merk komt dicht bij "al-pien".

## Geschiedenis
Jean Rédélé, de oprichter van Alpine, was oorspronkelijk een garagehouder te Dieppe. Op basis van 4CV Renault-onderdelen bouwde hij de A106, een wagen die in 1955 werd gepresenteerd. De Renault Dauphine werd de basis voor de in 1957 gepresenteerde cabrioletversie, de A108. In 1959 werd een buizenframe ontwikkeld voor de sportversie van de A108. In 1963 werd het beroemd geworden buizenchassis met centrale ruggengraat als chassis voor de 2+2-A108 Berline Tour de France gebruikt. Dit vormde de basis voor veel successen in de rallysport. Eveneens in 1963 verscheen de A110 Berlinette, waarvan de rallyversie de naam Alpine Berlinette 1600S kreeg. Met de motor uit de Renault 16 bereikte de wagen een topsnelheid van boven de 210 km/h, en werden veel successen behaald. Renault besloot uit de wedstrijdsport te treden en deze activiteit voortaan aan Alpine over te laten. Tijdens de Autosalon van Genève in 1971, kwam Alpine met de A310 op de markt, een wagen met een achterin geplaatste Renault 16TS-motor, goed voor een topsnelheid van 210 km/h. Later werd in dit model de 2,7 liter V6 motor van Renault geplaatst. In 1976 brachten Alpine en Renault samen de Renault 5 Alpine uit. Medio jaren '80 werd de A310 opgevolgd door twee comfortabele 2+2-coupé's met een achterin geplaatste 160 of 200 pk sterke zescilindermotor en een glasvezel carrosserie, de Alpine V6 GT en de Alpine V6 Turbo. Bij deze laatste lag de topsnelheid op 250 km/h. In 1991 volgde de Alpine A610 met een 3 liter turbo V6-motor dit model op. De 250 pk sterke motor bracht de wagen tot een topsnelheid van 265 km/h. De productie liep tot 1995 en het was tevens het laatste model van Alpine.
In 1970 nam Renault een meerderheidsbelang in het merk, om het later over te nemen. In 1994 werd besloten dat de Alpine-productie gestopt werd. Renault vond de productie te specialistisch en de naam Alpine gaf moeilijkheden in het Verenigd Koninkrijk, omdat de merknaam Alpine daar van oudsher in handen van de Rootes-groep, later Chrysler Europe en ten slotte PSA is. In de fabriek in Dieppe worden nog steeds sportieve Renault-modellen gebouwd (Renault Sport), zoals de Renault Sport Clio 197 en Renault Sport Mégane 225.

## Terugkeer
In februari 2009 heeft Renault bevestigd dat er plannen zijn om het merk Alpine te doen herleven, maar deze plannen zijn bevroren als gevolg van de wereldwijde financiële crisis.
In mei 2012, werden beelden gelekt van een nieuwe Alpine A110-50 die gelijkenis vertoont met de oude Alpine 110. In november 2012 werd er een joint-venture opgericht tussen Renault en Caterham voor de productie van de nieuwe Alpine, die vanaf 2016 gebouwd zou gaan worden in de Renault-Alpine fabriek in Dieppe. Op de Autosalon van Genève van 2017 werd de wagen aan het publiek getoond, waarna de productie van het model Alpine A110 eind 2017 in Dieppe van start ging.
Op 22 maart 2013 werd in het Atelier Renault in Parijs de Alpine 36 onthuld. Daarmee komt een eind aan 35 jaar afwezigheid van het merk tijdens de 24 uur van Le Mans. In de Alpine 36 ligt een Nissan V8-motor van 500pk en heeft een topsnelheid van 330km/u.

## Motorsport
Vanaf het Formule 1-seizoen 2021 is Alpine actief in de Formule 1. Het Renault F1 Team van 2020 onderging een naamsverandering naar Alpine F1 Team.

## Modellen

### Huidige modellen
| Foto | Modelnaam | Introductiejaar | Carrosserievorm   |
| ---- | --------- | --------------- | ----------------- |
|      | A110      | 2017            | 2-zits coupé      |
|      | A290      | 2024            | 5-deurs hatchback |
|      | A390      | 2025            | 5-deurs fastback  |

### Toekomstig model
| Foto | Modelnaam | Verwachte intro | Carrosserievorm |
| ---- | --------- | --------------- | --------------- |
|      | A110      | 2026            | 2-zits coupé    |

### Oude modellen
- Alpine A106 (1955-1961)
- Alpine A108 (1958-1965)
- Alpine A110 (1962-1977)
- Alpine GT4 (1963–1969)
- Alpine A310 (1971-1984)
- Alpine GTA (1984-1991)
- Alpine A610 (1991-1995)

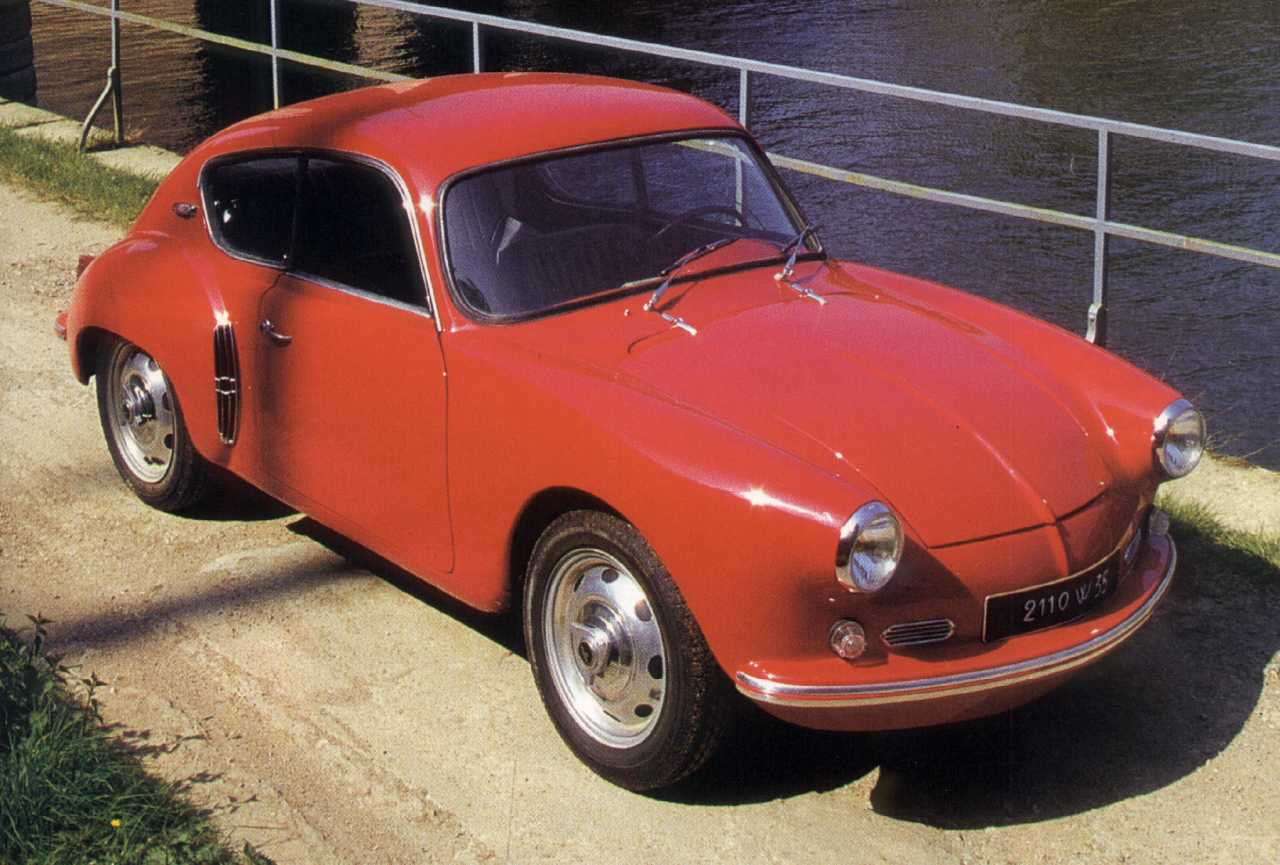
Alpine A106
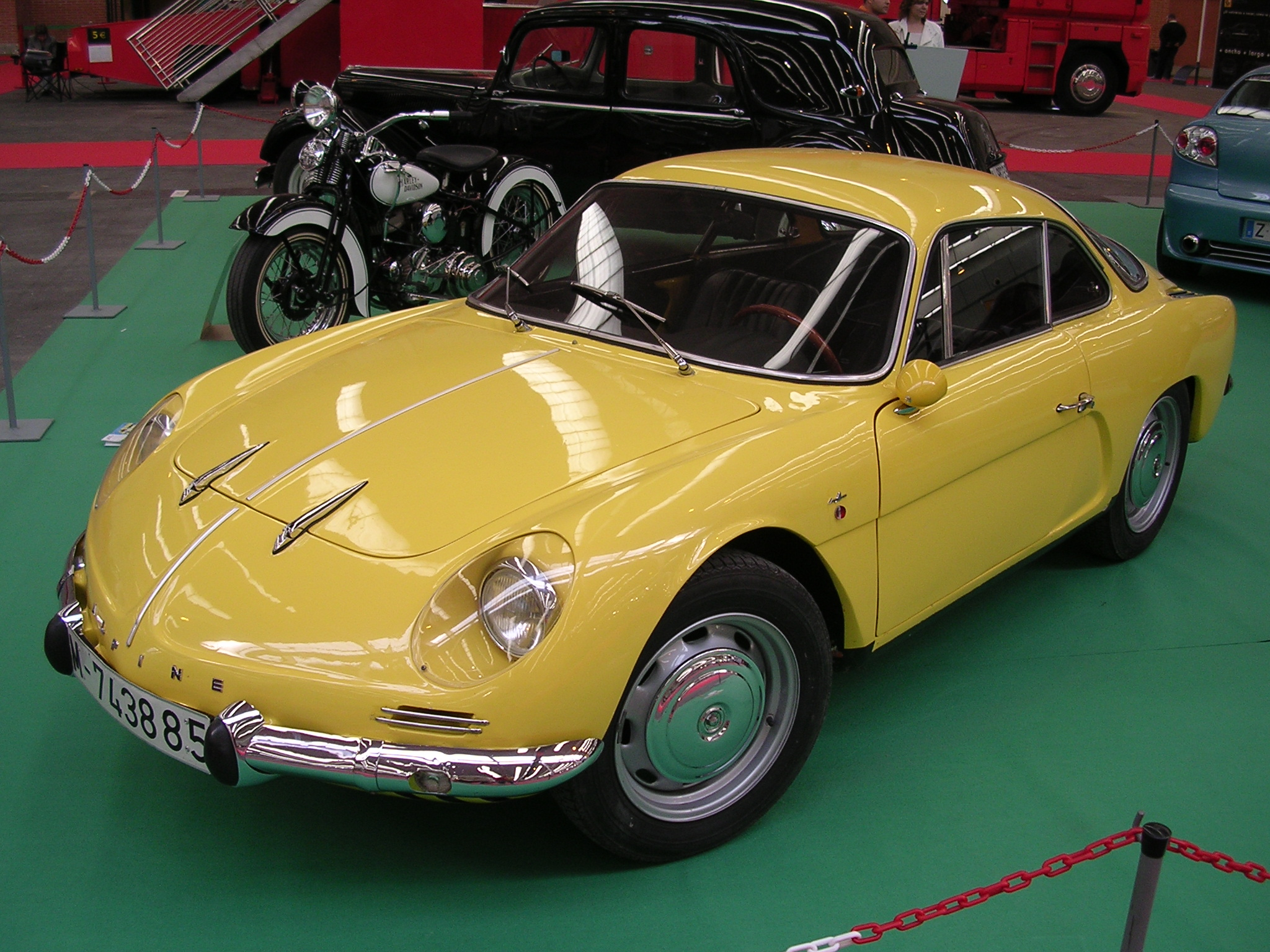
Alpine A108
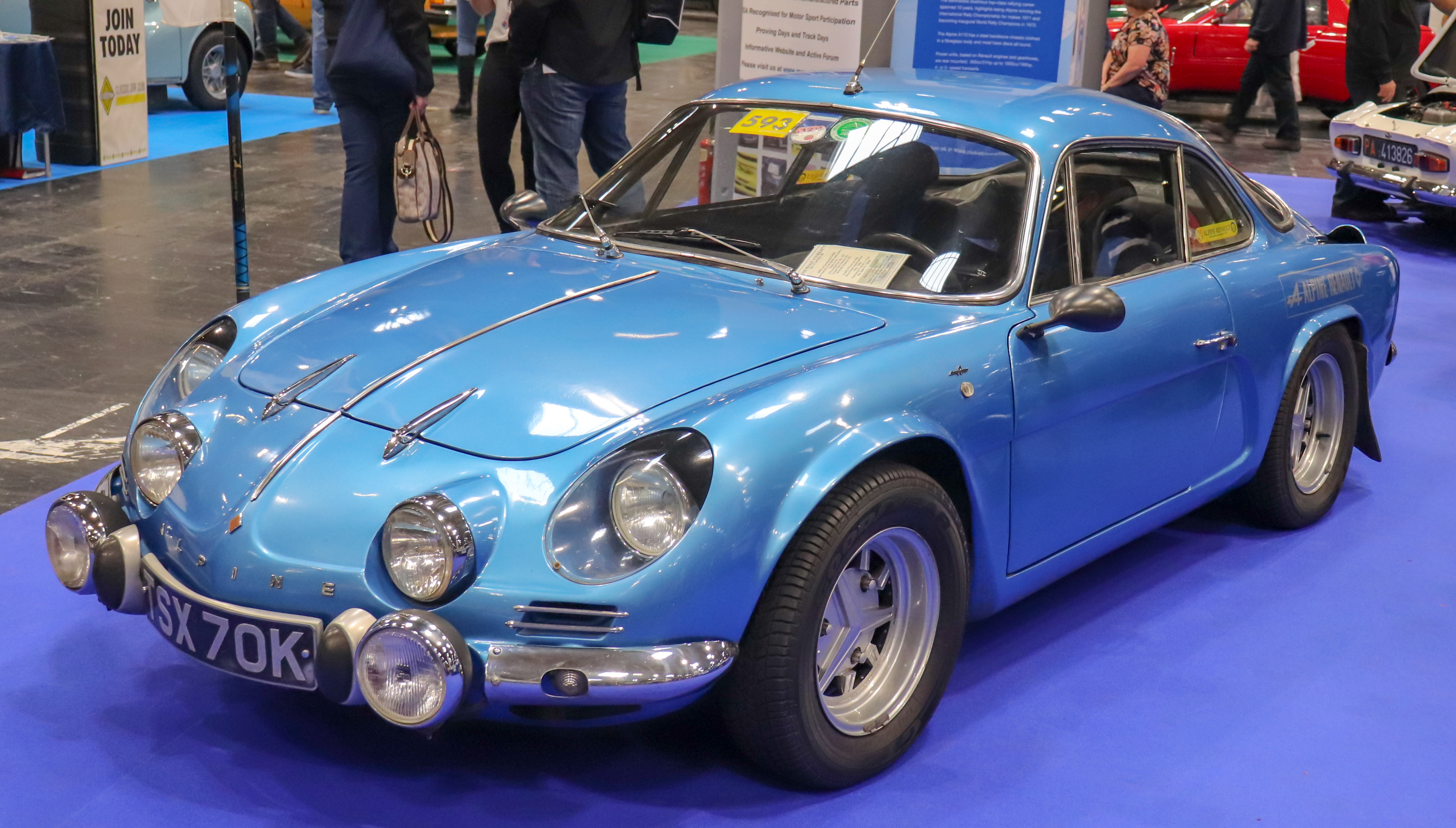
Alpine A110
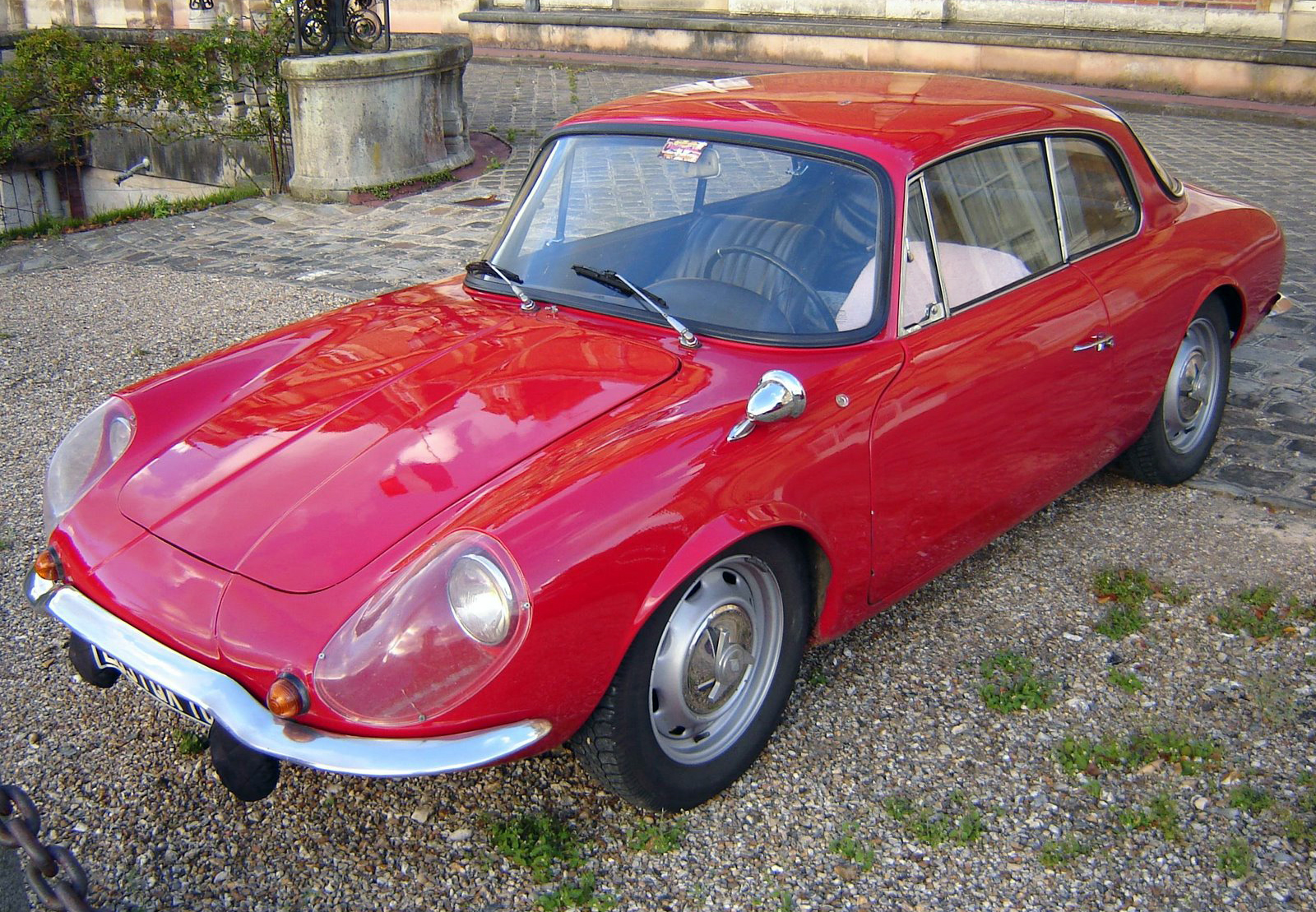
Alpine GT4
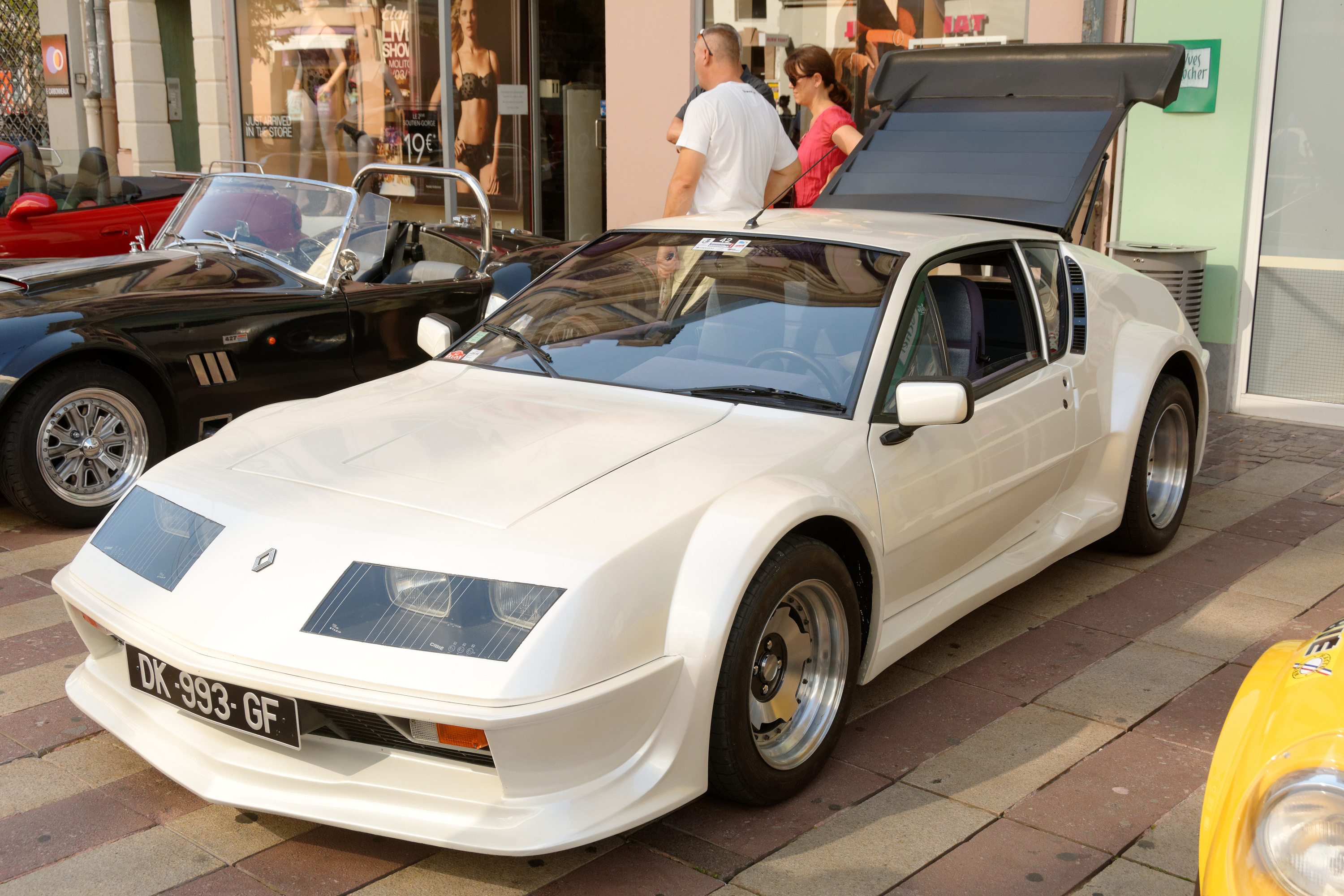
Alpine A310
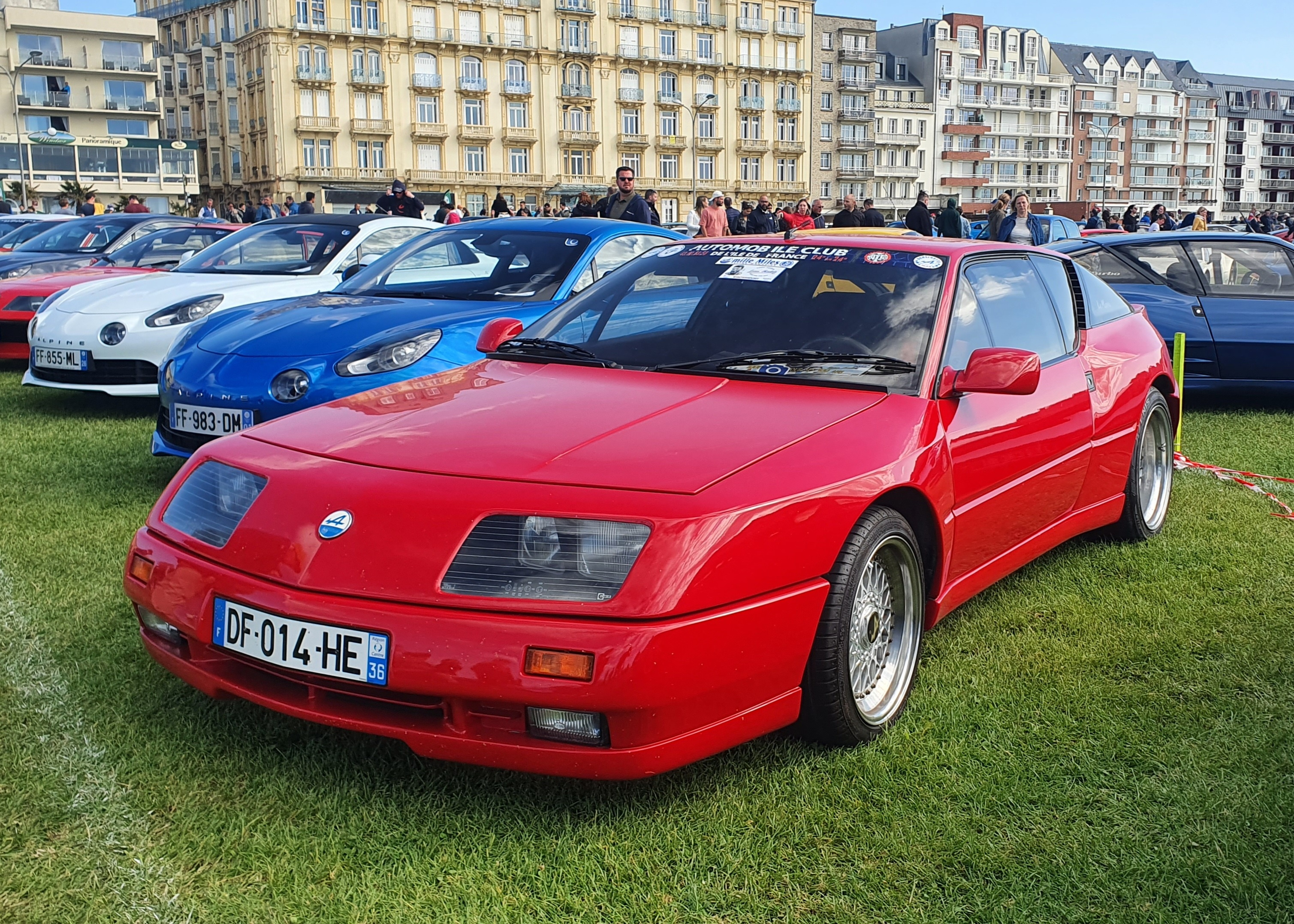
Alpine GTA
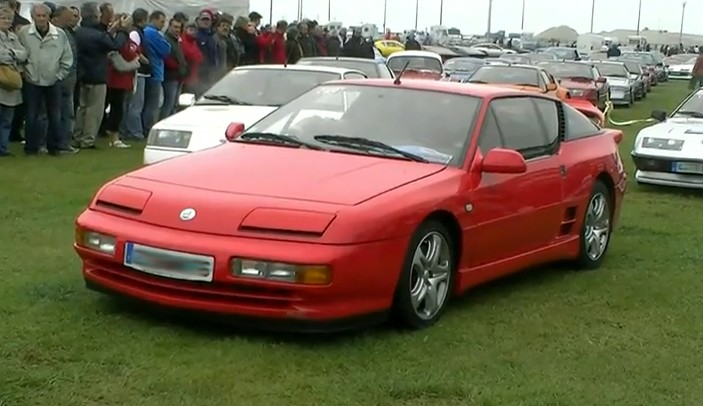
Alpine A610

### Conceptauto
- Renault Alpine A110-50 (2012)
- Alpine Vision Gran Turismo (2015)
- Alpine Vision (2016)
- Alpine Alpenglow (2022)
- Alpine A290_β (2023)
- Alpine A390_β (2024)

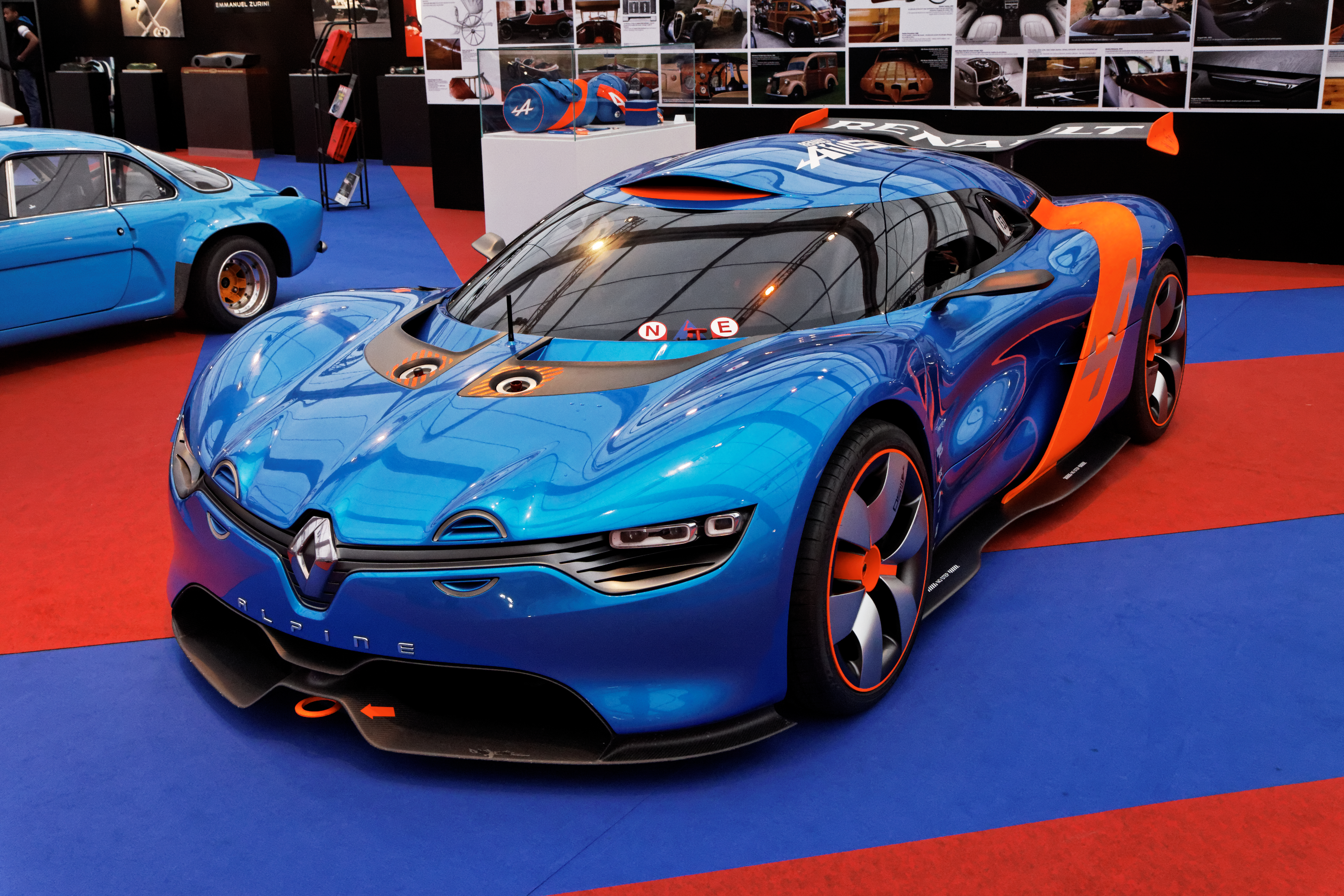
Renault Alpine A110-50
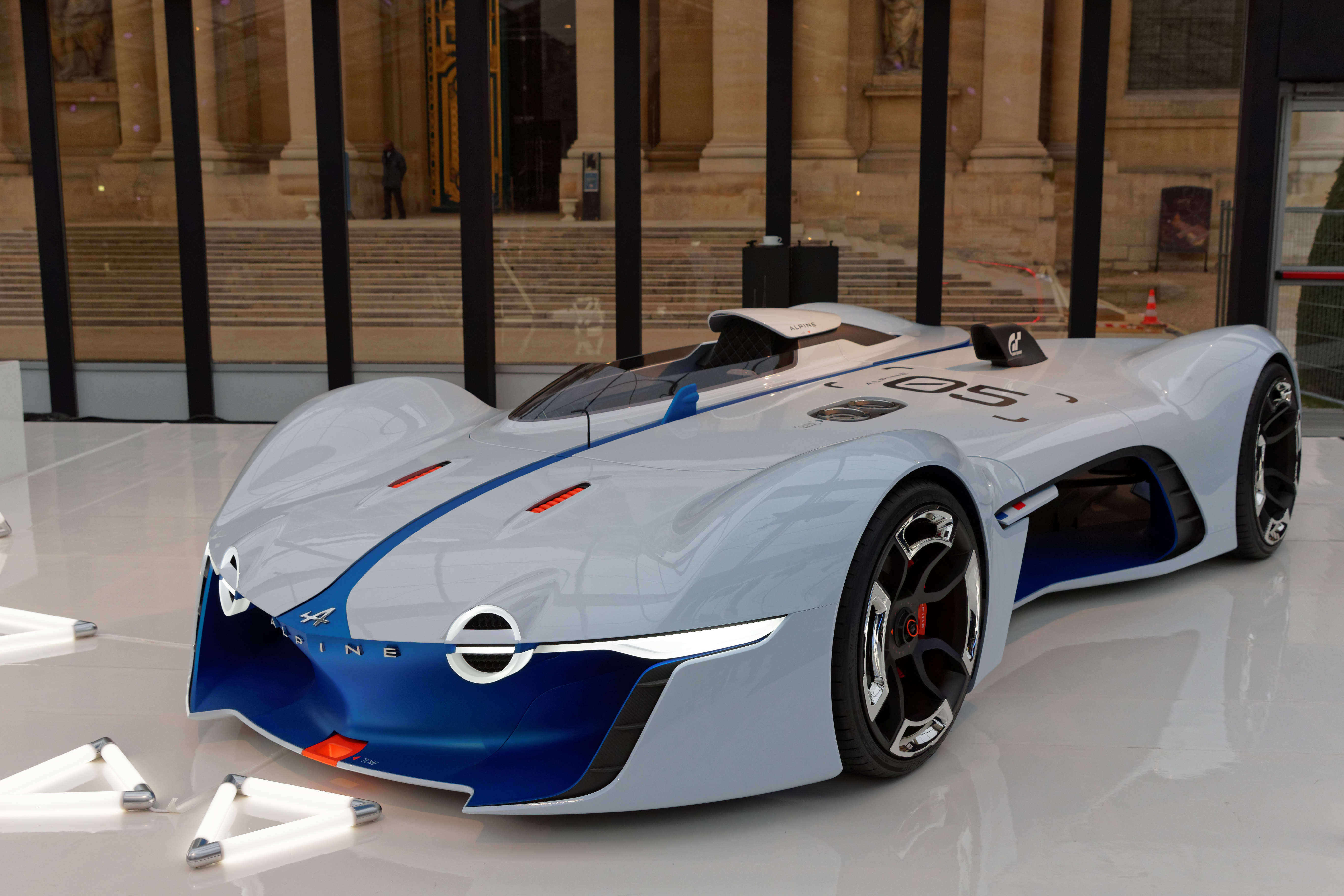
Alpine Vision Gran Turismo
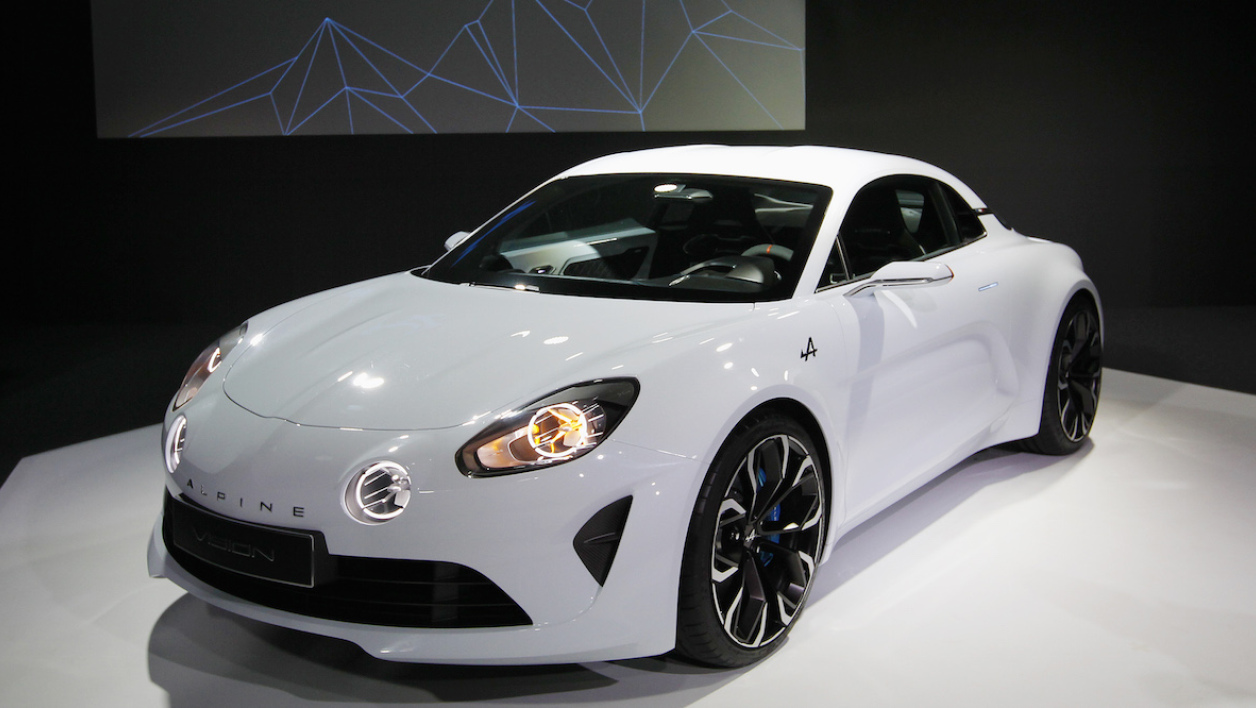
Alpine Vision
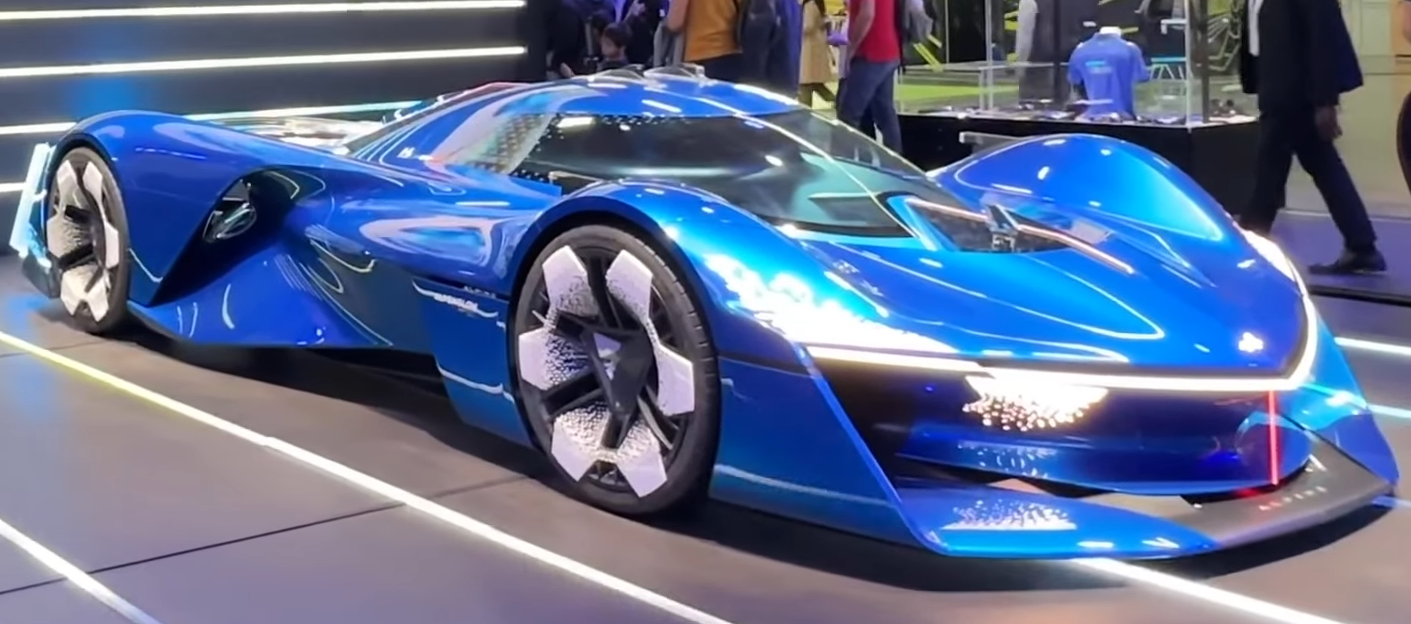
Alpine Alpenglow
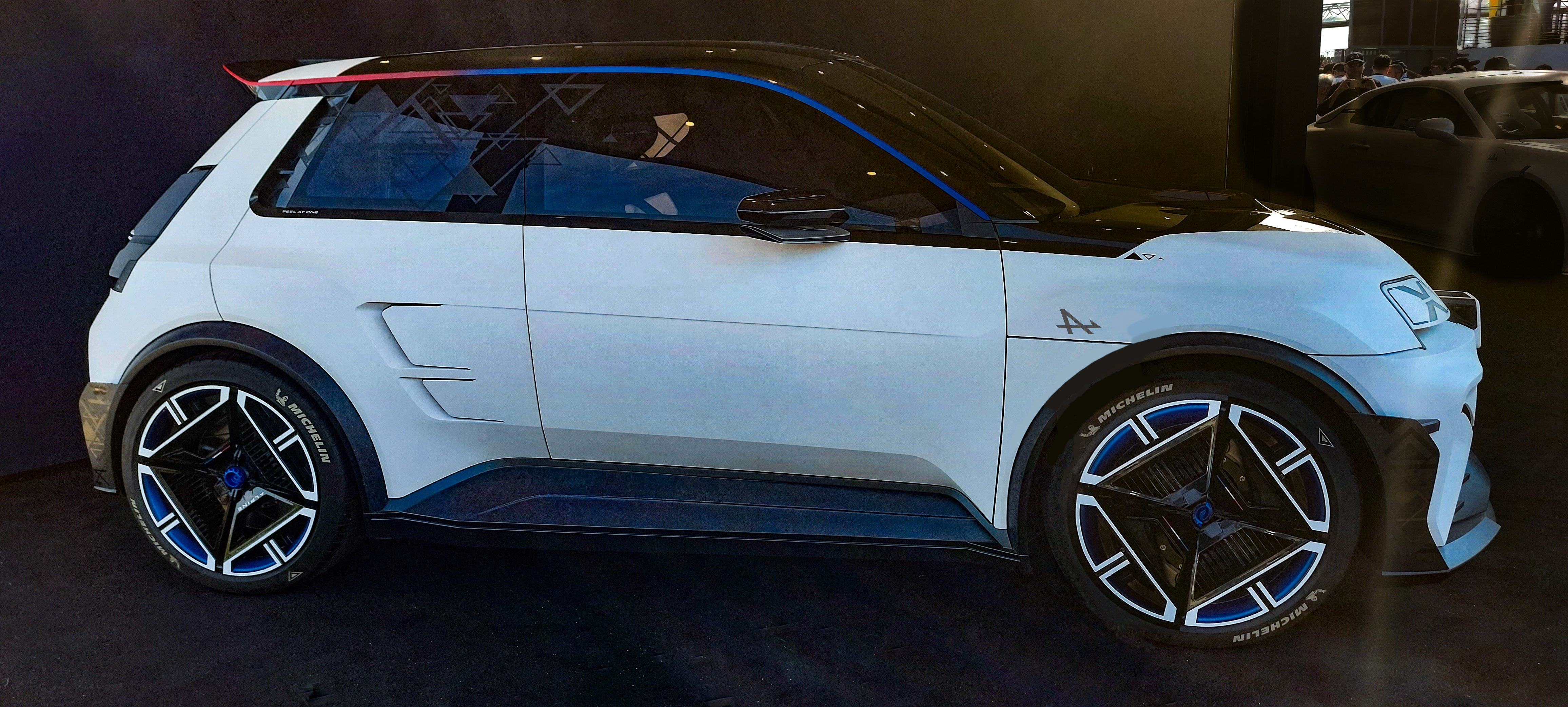
Alpine A290_β
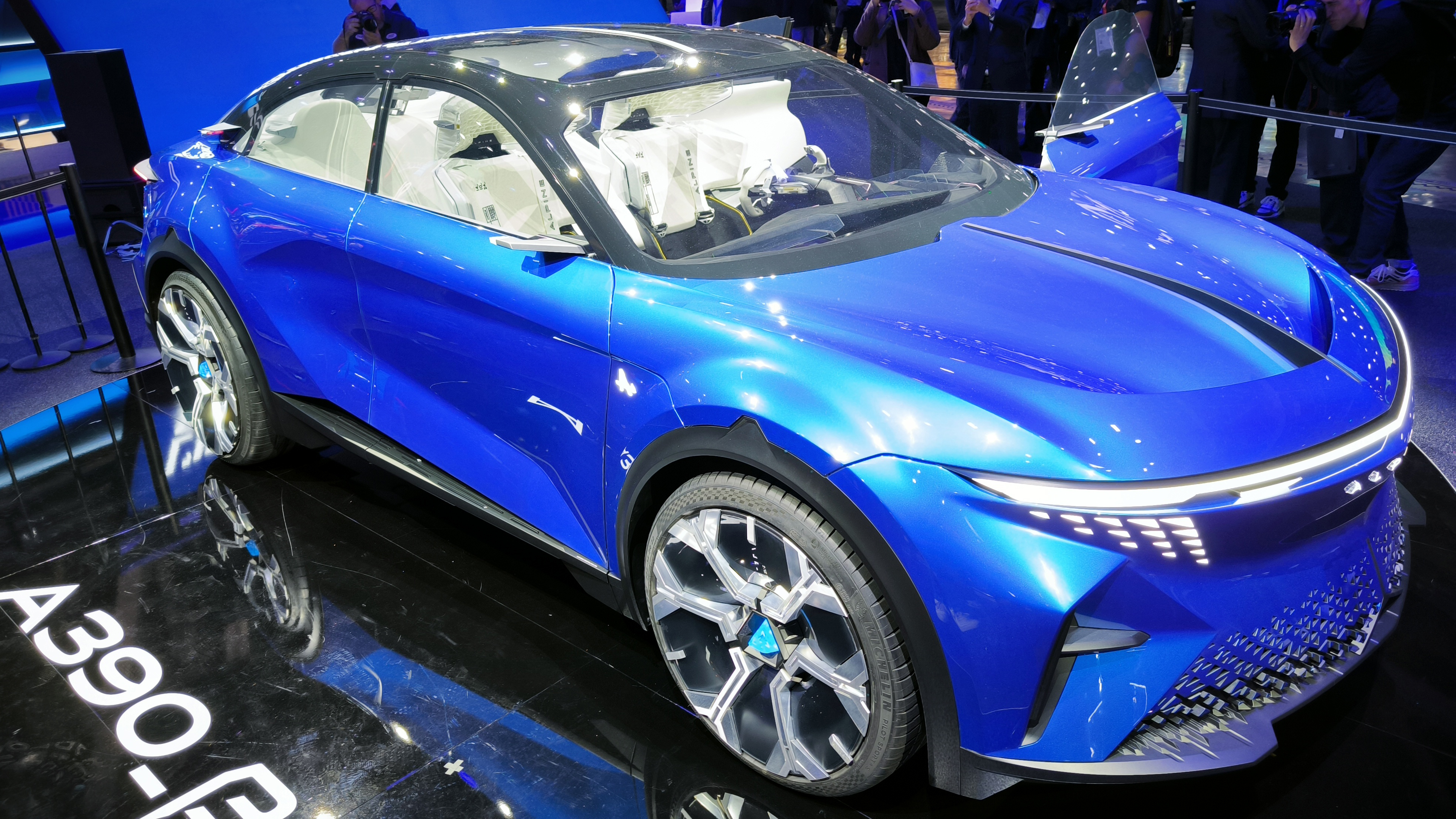
Alpine A390_β

## Onderscheidingen

### Auto van het jaar in Europa
- 2025 – Alpine A290[1]

## Tijdlijn
| Alpine-modellen van 1950 tot heden | Alpine-modellen van 1950 tot heden | Alpine-modellen van 1950 tot heden | Alpine-modellen van 1950 tot heden | Alpine-modellen van 1950 tot heden | Alpine-modellen van 1950 tot heden | Alpine-modellen van 1950 tot heden | Alpine-modellen van 1950 tot heden | Alpine-modellen van 1950 tot heden | Alpine-modellen van 1950 tot heden | Alpine-modellen van 1950 tot heden | Alpine-modellen van 1950 tot heden | Alpine-modellen van 1950 tot heden | Alpine-modellen van 1950 tot heden | Alpine-modellen van 1950 tot heden | Alpine-modellen van 1950 tot heden | Alpine-modellen van 1950 tot heden | Alpine-modellen van 1950 tot heden | Alpine-modellen van 1950 tot heden | Alpine-modellen van 1950 tot heden | Alpine-modellen van 1950 tot heden | Alpine-modellen van 1950 tot heden | Alpine-modellen van 1950 tot heden | Alpine-modellen van 1950 tot heden | Alpine-modellen van 1950 tot heden | Alpine-modellen van 1950 tot heden | Alpine-modellen van 1950 tot heden | Alpine-modellen van 1950 tot heden | Alpine-modellen van 1950 tot heden | Alpine-modellen van 1950 tot heden | Alpine-modellen van 1950 tot heden | Alpine-modellen van 1950 tot heden | Alpine-modellen van 1950 tot heden | Alpine-modellen van 1950 tot heden | Alpine-modellen van 1950 tot heden | Alpine-modellen van 1950 tot heden | Alpine-modellen van 1950 tot heden | Alpine-modellen van 1950 tot heden | Alpine-modellen van 1950 tot heden | Alpine-modellen van 1950 tot heden | Alpine-modellen van 1950 tot heden | Alpine-modellen van 1950 tot heden | Alpine-modellen van 1950 tot heden | Alpine-modellen van 1950 tot heden | Alpine-modellen van 1950 tot heden | Alpine-modellen van 1950 tot heden | Alpine-modellen van 1950 tot heden | Alpine-modellen van 1950 tot heden | Alpine-modellen van 1950 tot heden | Alpine-modellen van 1950 tot heden | Alpine-modellen van 1950 tot heden | Alpine-modellen van 1950 tot heden | Alpine-modellen van 1950 tot heden | Alpine-modellen van 1950 tot heden | Alpine-modellen van 1950 tot heden | Alpine-modellen van 1950 tot heden | Alpine-modellen van 1950 tot heden | Alpine-modellen van 1950 tot heden | Alpine-modellen van 1950 tot heden | Alpine-modellen van 1950 tot heden | Alpine-modellen van 1950 tot heden | Alpine-modellen van 1950 tot heden | Alpine-modellen van 1950 tot heden | Alpine-modellen van 1950 tot heden | Alpine-modellen van 1950 tot heden | Alpine-modellen van 1950 tot heden | Alpine-modellen van 1950 tot heden | Alpine-modellen van 1950 tot heden | Alpine-modellen van 1950 tot heden | Alpine-modellen van 1950 tot heden | Alpine-modellen van 1950 tot heden | Alpine-modellen van 1950 tot heden | Alpine-modellen van 1950 tot heden | Alpine-modellen van 1950 tot heden | Alpine-modellen van 1950 tot heden | Alpine-modellen van 1950 tot heden | Alpine-modellen van 1950 tot heden | Alpine-modellen van 1950 tot heden |
| ---------------------------------- | ---------------------------------- | ---------------------------------- | ---------------------------------- | ---------------------------------- | ---------------------------------- | ---------------------------------- | ---------------------------------- | ---------------------------------- | ---------------------------------- | ---------------------------------- | ---------------------------------- | ---------------------------------- | ---------------------------------- | ---------------------------------- | ---------------------------------- | ---------------------------------- | ---------------------------------- | ---------------------------------- | ---------------------------------- | ---------------------------------- | ---------------------------------- | ---------------------------------- | ---------------------------------- | ---------------------------------- | ---------------------------------- | ---------------------------------- | ---------------------------------- | ---------------------------------- | ---------------------------------- | ---------------------------------- | ---------------------------------- | ---------------------------------- | ---------------------------------- | ---------------------------------- | ---------------------------------- | ---------------------------------- | ---------------------------------- | ---------------------------------- | ---------------------------------- | ---------------------------------- | ---------------------------------- | ---------------------------------- | ---------------------------------- | ---------------------------------- | ---------------------------------- | ---------------------------------- | ---------------------------------- | ---------------------------------- | ---------------------------------- | ---------------------------------- | ---------------------------------- | ---------------------------------- | ---------------------------------- | ---------------------------------- | ---------------------------------- | ---------------------------------- | ---------------------------------- | ---------------------------------- | ---------------------------------- | ---------------------------------- | ---------------------------------- | ---------------------------------- | ---------------------------------- | ---------------------------------- | ---------------------------------- | ---------------------------------- | ---------------------------------- | ---------------------------------- | ---------------------------------- | ---------------------------------- | ---------------------------------- | ---------------------------------- | ---------------------------------- | ---------------------------------- | ---------------------------------- | ---------------------------------- | ---------------------------------- |
| Type                               | 1950                               | 1950                               | 1950                               | 1950                               | 1950                               | 1950                               | 1950                               | 1950                               | 1950                               | 1950                               | 1960                               | 1960                               | 1960                               | 1960                               | 1960                               | 1960                               | 1960                               | 1960                               | 1960                               | 1960                               | 1970                               | 1970                               | 1970                               | 1970                               | 1970                               | 1970                               | 1970                               | 1970                               | 1970                               | 1970                               | 1980                               | 1980                               | 1980                               | 1980                               | 1980                               | 1980                               | 1980                               | 1980                               | 1980                               | 1980                               | 1990                               | 1990                               | 1990                               | 1990                               | 1990                               | 1990                               | 1990                               | 1990                               | 1990                               | 1990                               | 2000                               | 2000                               | 2000                               | 2000                               | 2000                               | 2000                               | 2000                               | 2000                               | 2000                               | 2000                               | 2010                               | 2010                               | 2010                               | 2010                               | 2010                               | 2010                               | 2010                               | 2010                               | 2010                               | 2010                               | 2020                               | 2020                               | 2020                               | 2020                               | 2020                               | 2020                               |                                    |
| Type                               | 0                                  | 1                                  | 2                                  | 3                                  | 4                                  | 5                                  | 6                                  | 7                                  | 8                                  | 9                                  | 0                                  | 1                                  | 2                                  | 3                                  | 4                                  | 5                                  | 6                                  | 7                                  | 8                                  | 9                                  | 0                                  | 1                                  | 2                                  | 3                                  | 4                                  | 5                                  | 6                                  | 7                                  | 8                                  | 9                                  | 0                                  | 1                                  | 2                                  | 3                                  | 4                                  | 5                                  | 6                                  | 7                                  | 8                                  | 9                                  | 0                                  | 1                                  | 2                                  | 3                                  | 4                                  | 5                                  | 6                                  | 7                                  | 8                                  | 9                                  | 0                                  | 1                                  | 2                                  | 3                                  | 4                                  | 5                                  | 6                                  | 7                                  | 8                                  | 9                                  | 0                                  | 1                                  | 2                                  | 3                                  | 4                                  | 5                                  | 6                                  | 7                                  | 8                                  | 9                                  | 0                                  | 1                                  | 2                                  | 3                                  | 4                                  | 5                                  |                                    |
| Compacte klasse                    |                                    |                                    |                                    |                                    |                                    |                                    |                                    |                                    |                                    |                                    |                                    |                                    |                                    |                                    |                                    |                                    |                                    |                                    |                                    |                                    |                                    |                                    |                                    |                                    |                                    |                                    |                                    |                                    |                                    |                                    |                                    |                                    |                                    |                                    |                                    |                                    |                                    |                                    |                                    |                                    |                                    |                                    |                                    |                                    |                                    |                                    |                                    |                                    |                                    |                                    |                                    |                                    |                                    |                                    |                                    |                                    |                                    |                                    |                                    |                                    |                                    |                                    |                                    |                                    |                                    |                                    |                                    |                                    |                                    |                                    |                                    |                                    |                                    |                                    | A290                               | A290                               |                                    |
| Sportwagen                         |                                    |                                    |                                    |                                    |                                    | A106                               | A106                               | A106                               | A106                               | A106                               | A106                               |                                    |                                    |                                    |                                    |                                    |                                    |                                    |                                    |                                    |                                    |                                    |                                    |                                    |                                    |                                    |                                    |                                    |                                    |                                    |                                    |                                    |                                    |                                    |                                    |                                    |                                    |                                    |                                    |                                    |                                    |                                    |                                    |                                    |                                    |                                    |                                    |                                    |                                    |                                    |                                    |                                    |                                    |                                    |                                    |                                    |                                    |                                    |                                    |                                    |                                    |                                    |                                    |                                    |                                    |                                    |                                    |                                    |                                    |                                    |                                    |                                    |                                    |                                    |                                    |                                    |                                    |
| Sportwagen                         |                                    |                                    |                                    |                                    |                                    |                                    |                                    | A108                               |                                    |                                    |                                    |                                    |                                    |                                    |                                    |                                    |                                    |                                    |                                    |                                    |                                    |                                    |                                    |                                    |                                    |                                    |                                    |                                    |                                    |                                    |                                    |                                    |                                    |                                    |                                    |                                    |                                    |                                    |                                    |                                    |                                    |                                    |                                    |                                    |                                    |                                    |                                    |                                    |                                    |                                    |                                    |                                    |                                    |                                    |                                    |                                    |                                    |                                    |                                    |                                    |                                    |                                    |                                    |                                    |                                    |                                    |                                    |                                    |                                    |                                    |                                    |                                    |                                    |                                    |                                    |                                    |                                    |
| Sportwagen                         |                                    |                                    |                                    |                                    |                                    |                                    |                                    |                                    |                                    |                                    |                                    |                                    | A110                               | A110                               | A110                               | A110                               | A110                               | A110                               | A110                               | A110                               | A110                               | A110                               | A110                               | A110                               | A110                               | A110                               | A110                               |                                    |                                    |                                    |                                    |                                    |                                    |                                    |                                    |                                    |                                    |                                    |                                    |                                    |                                    |                                    |                                    |                                    |                                    |                                    |                                    |                                    |                                    |                                    |                                    |                                    |                                    |                                    |                                    |                                    |                                    |                                    |                                    |                                    |                                    |                                    |                                    |                                    |                                    |                                    |                                    |                                    | A110                               | A110                               | A110                               | A110                               | A110                               | A110                               | A110                               | A110                               |                                    |
| Sportwagen                         |                                    |                                    |                                    |                                    |                                    |                                    |                                    |                                    |                                    |                                    |                                    |                                    |                                    |                                    |                                    |                                    |                                    |                                    |                                    |                                    |                                    | A310                               | A310                               | A310                               | A310                               | A310                               | A310                               | A310                               | A310                               | A310                               | A310                               | A310                               | A310                               | A310                               | A310                               | V6 GT/V6 Turbo                     | V6 GT/V6 Turbo                     | V6 GT/V6 Turbo                     | V6 GT/V6 Turbo                     | V6 GT/V6 Turbo                     | V6 GT/V6 Turbo                     | A610                               | A610                               | A610                               | A610                               | A610                               |                                    |                                    |                                    |                                    |                                    |                                    |                                    |                                    |                                    |                                    |                                    |                                    |                                    |                                    |                                    |                                    |                                    |                                    |                                    |                                    |                                    |                                    |                                    |                                    |                                    |                                    |                                    |                                    |                                    |                                    |                                    |
| Eigenaar                           | Alpine                             | Alpine                             | Alpine                             | Alpine                             | Alpine                             | Alpine                             | Alpine                             | Alpine                             | Alpine                             | Alpine                             | Alpine                             | Alpine                             | Alpine                             | Alpine                             | Alpine                             | Alpine                             | Alpine                             | Alpine                             | Alpine                             | Alpine                             | Renault                            | Renault                            | Renault                            | Renault                            | Renault                            | Renault                            | Renault                            | Renault                            | Renault                            | Renault                            | Renault                            | Renault                            | Renault                            | Renault                            | Renault                            | Renault                            | Renault                            | Renault                            | Renault                            | Renault                            | Renault                            | Renault                            | Renault                            | Renault                            | Renault                            | Renault                            | Renault                            | Renault                            | Renault                            | Renault                            | Renault                            | Renault                            | Renault                            | Renault                            | Renault                            | Renault                            | Renault                            | Renault                            | Renault                            | Renault                            | Renault                            | Renault                            | Renault                            | Renault                            | Renault                            | Renault                            | Renault                            | Renault                            | Renault                            | Renault                            | Renault                            | Renault                            | Renault                            | Renault                            | Renault                            | Renault                            |                                    |

## Trivia
- De Alpine werd in de jaren 70 wereldkampioen rally en winnaar in de 24 uur van Le Mans.
- Giovanni Michelotti was een van de ontwerpers van Alpine.
- Sommige vroege Alpine-modellen werden ook in Bulgarije geassembleerd als Bulgaralpine en in Brazilië als Willys Interlagos.